# أنسي الحاج
أنسي لويس الحاج (27 يوليو 1937 - 18 فبراير 2014) شاعر لبناني معاصر.

## نشأته
- ولد عام 1937
- أبوه الصحافي والمتّرجم «لويس الحاج» وأمه «ماري عقل»، من قيتولي، قضاء جزّين..
- تعلّم في مدرسة الليسه الفرنسية ثم في معهد الحكمة.

## أعماله الصحفية والأدبية
- بدأ ينشر قصصاً قصيرة وأبحاثاً وقصائد منذ 1954 في المجلّات الأدبية وهو على مقاعد الدراسة الثانوية.
- دخل الصحافة اليومية ب(جريدة «الحياة» ثم «النهار») محترفاً عام 1956، كمسؤول عن الصفحة الأدبية. ولم يلبث أن استقر في «النهار» حيث حرّر الزوايا غير السياسية سنوات ثم حوّل الزاوية الأدبية اليومية إلى صفحة أدبية يومية.
- عام 1964 أصدر «الملحق» الثقافي الإسبوعي عن جريدة النهار وظلّ يصدره حتى 1974. وعاونه في النصف الأول من هذه الحقبة شوقي أبي شقرا.
- عام 1957 ساهم مع يوسف الخال وأدونيس في تأسيس مجلة شعر وعام 1960 أصدر في منشوراتها ديوانه الأول «لن»، وهو أول مجموعة قصائد نثر في اللغة العربية.
- له ستّ مجموعات شعرية: «لن» 1960، «الرأس المقطوع» 1963، «ماضي الأيام الآتية» 1965، «ماذا صنعت بالذهب ماذا فعلت بالوردة» 1970، «الرسولة بشعرها الطويل حتى الينابيع» 1975، «الوليمة» 1994، وله كتاب مقالات في ثلاثة أجزاء هو «كلمات كلمات كلمات» 1978، وكتاب في التأمل الفلسفي والوجداني هو «خواتم» في جزئين 1991 و1997، ومجموعة مؤلفات لم تُنشر بعد. و«خواتم» الجزء الثالث قيد الإعداد.
- تولّى رئاسة تحرير العديد من المجلات إلى جانب عمله الدائم في «النهار»، وبينها «الحسناء» 1966 و«النهار العربي والدولي» بين 1977 و1989.
- نقل إلى العربية منذ 1963 أكثر من عشر مسرحيات لشكسبير ويونيسكو ودورنمات وكامو وبريخت وسواهم، وقد مثلتها فرق مدرسة التمثيل الحديث (مهرجانات بعلبك)، ونضال الأشقر وروجيه عساف وشكيب خوري وبرج فازليان.
- متزوج من ليلى ضو (منذ 1957) ولهما ندى ولويس.
- رئيس تحرير «النهار» من 1992 إلى 30 أيلول 2003 تاريخ استقـالته.
- تُرجمت مختارات من قصائده إلى الفرنسية والإنكليزية والألمانية والبرتغالية والأرمنية والفنلندية. صدرت أنطولوجيا «الأبد الطيّار» بالفرنسية في باريس عن دار «أكت سود» عام 1997 وأنطولوجيا «الحب والذئب الحب وغيري» بالألمانية مع الأصول العربية في برلين عام 1998؛ الترجمة الأولى أشرف عليها وقدّم لها عبد القادر الجنابي والأخرى ترجمها خالد المعالي وهربرت بيكر.
- يعدّ أنسي الحاج من روّاد «قصيدة النثر» في الشعر العربي المعاصر.

## مؤلفاته
- ديوان «لن» /1960
- ديوان «الرأس المقطوع» /1961
- ديوان «ماضي الأيام الآتية»/1965
- ديوان «ماذا صنعت بالذهب، ماذا فعلت بالوردة؟»/1970
- ديوان «الرسولة بشعرها الطويل حتى الينابيع»/ 1975
- ديوان «الوليمة»/ 1994
- كتاب «كلمات كلمات كلمات» / ثلاثة أجزاء/مقالات/ 1978
- كتاب «خواتم»/جزآن/1991 و1997
- أنطولوجيا «الأبد الطيّار» بالفرنسية في باريس عن دار «أكت سود» عام 1997
- أنطولوجيا «الحب والذئب الحب وغيري» بالألمانية مع الأصول العربية في برلين عام 1998.
- في نيسان 2007 صدرت الأعمال الكاملة لأنسي الحاج في طبعة شعبية، في ثلاثة مجلدات ضمن سلسلة “الأعمال الكاملة” عن “هيئة قصور الثقافة”. ضمّ المجلد الأوّل: “لن”، و“الرأس المقطوع”، و“ماضي الأيام الآتية”. والثاني: “ماذا صنعت بالذهب، ماذا فعلت بالوردة؟” و“الرسولة بشعرها الطويل حتى الــينابيع” و“الوليمة”. فــيما حــوى الثالث كتاب “خواتم” بجزأيه.
- ترجم إلى العربية أكثر من عشر مسرحيات لشكسبير ويونيسكو ودورنمات وكامو وبريخت وسواهم، وقد مثلتها فرق مدرسة التمثيل الحديث (مهرجانات بعلبك)، ونضال الأشقر وروجيه عساف وشكيب خوري وبرج فازليان.

## قالوا عنه
- الشاعر أدونيس : «إنه الأنقى بيننا».
- الشاعر عبد المنعم رمضان: «في شعر أنسي هاجس يصدم شعراء جدداً كثيرين بات شائعاً لديهم هذه الأيام تمجيد البراءة، براءة المعرفة. أنسي يرفض تلك البراءة، كأنها أتربة علقت بجسد من الأفضل أن يغتسل لنراه عارياً. شعر أنسي سيرينا هذا العري، ولغة شعره ليست كساءً شفافاً، ليست غيمةً، ليست وسيلةً ولا غايةً. إنّها الجسد العاري نفسه حيث عريه معرفة، وحيث معرفته عري”.
- - الشاعر إبراهيم داوود:» أنسي مع الماغوط وسعدي يوسف هم الآباء الشعريون للقصيدة الجديدة في مصر، وهم الأقرب إلى ذائقتنا”.

## احتفال جوجل

احتفال جوجل بالذكرى 79 لميلاد أنسي الحاج

في يَوم الأربعاء 27 يوليو 2016 قامَ مُحرك البحث جوجل بالاحتفال بالذِكرى 79 لِميلاد أنسي الحاج.

## وصلات خارجية
- أنسي الحاج على موقع ميوزك برينز (الإنجليزية)
- قصائد انسي الحاج
- أنسي الحاج: لا أعتنق شيئا، أتبع ندائي الداخلي - مجلة الحداثة - حاوره كامل فرحان صالح